# Acalypha gigantesca
Acalypha gigantesca är en törelväxtart som beskrevs av Mcvaugh. Acalypha gigantesca ingår i släktet akalyfor, och familjen törelväxter. Inga underarter finns listade i Catalogue of Life.